# Bulbul à joues blanches
Pycnonotus leucogenys
Espèce
Statut de conservation UICN

 LC  : Préoccupation mineure
Le Bulbul à joues blanches (Pycnonotus leucogenys) est une espèce de passereaux de la famille des Pycnonotidae. Elle fut tout d'abord nommée Brachypus leucogenys, en 1835, par le zoologiste britannique John Edward Gray (1800-1875).

## Galerie

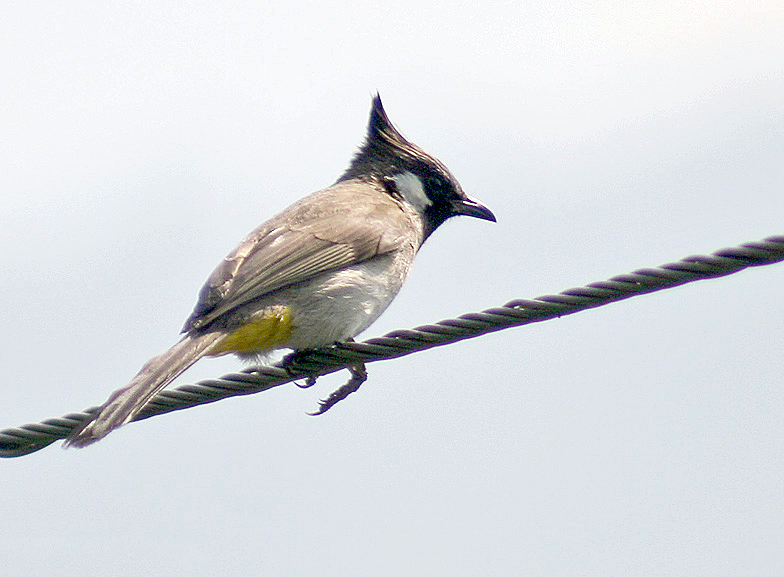
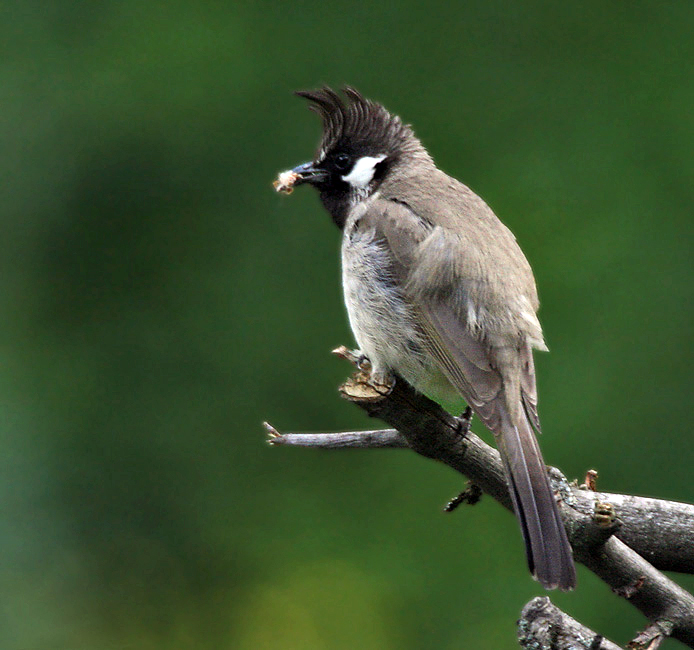
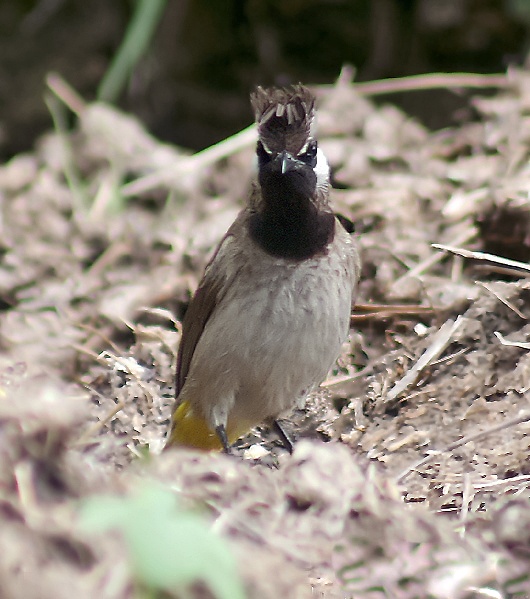

## Répartition
Cet oiseau vit dans l'Himalaya.